# Katie Wallis
Katie Wallis, née le 2 juin 1984 à Bettws (en), est une femme politique du Parti conservateur britannique, députée de Bridgend de 2019 à 2024.

## Biographie
Wallis est née à Bettws (en), dans le borough de comté de Bridgend. Elle est la fille de Daryl Hamilton Wallis, un expert en criminalistique informatique. Elle est membre du conseil de Pencoed, représentant le quartier Hendre, jusqu'en 2018. Elle déménage à Cowbridge, où elle rejoint le conseil municipal.
Une enquête menée par Buzzfeed en janvier 2020 révèle que Wallis a été copropriétaire d'un site de rencontres « Sugar Daddy », « qui offrait aux étudiants des relations financières avec de riches « sponsors » ». Bien que Wallis ait initialement nié les liens vers la société, Buzzfeed constate qu'elle a été administratrice et actionnaire de la société mère du site. Le député travailliste Jess Phillips demande que Wallis soit exclue du groupe conservateur. Depuis l'élection, Wallis aurait démissionné de ses fonctions d'administrateur d'au moins sept entreprises.
Wallis est titulaire d'un doctorat en astrobiologie de l'Université de Cardiff, supervisé par Chandra Wickramasinghe et se concentrant sur les preuves de la panspermie cométaire. Le diplôme est décerné en 2014, bien que Wickramasinghe ait quitté l'université en 2011.

### Vie privée
Le 30 mars 2022, dans un post sur X, elle devient la première député britannique à faire son coming out transgenre. Elle raconte avoir été diagnostiquée d'une dysphorie de genre dès son plus jeune âge. Elle avoue qu'en 2020, elle a été victime de chantage et que des photos révélant sa dysphorie ont été envoyées à sa famille.
En juillet 2025, Katie Wallis est condamnée à 12 mois de travaux d'intérêt général et à une amende d'un millier de livres pour harcèlement envers son ex-compagne,.